# Roumegueriella rufula
Roumegueriella rufula är en svampart som först beskrevs av Berk. & Broome, och fick sitt nu gällande namn av Malloch & Cain 1972. Roumegueriella rufula ingår i släktet Roumegueriella och familjen Bionectriaceae.  Arten är reproducerande i Sverige. Inga underarter finns listade i Catalogue of Life.